# Heldenburg

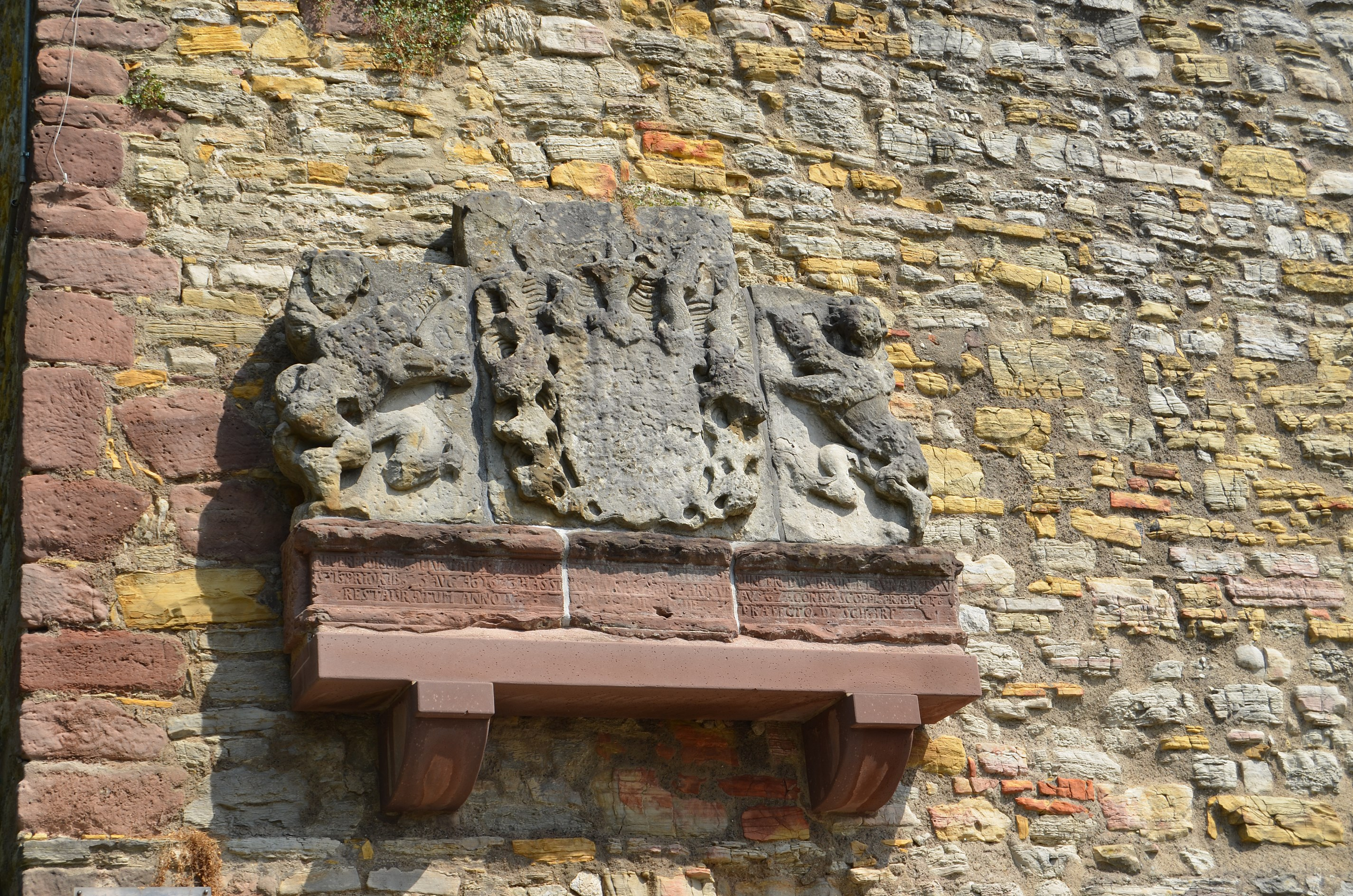
Inschriften- und Wappenstein am Burgturm zur Errichtung einer Amtsscheune 1624 durch Herzog Christian von Braunschweig-Lüneburg

Die Heldenburg, auch Burg Salzderhelden genannt, ist eine Burgruine oberhalb des Ortes Salzderhelden in Südniedersachsen. Sie diente dem Schutz des Salzbrunnens am Fuße der Burganlage, aus der sich die Saline Salzderhelden entwickelte. Zwischen 1291 und 1596 war sie Residenz, zeitweise auch Hauptresidenz der Herzöge des welfischen Fürstentums Grubenhagen.

## Namensursprung und Sachsenross
Der Namensursprung ist wahrscheinlich derselbe wie beim Ort Salzderhelden, stammt vom Wort „Halde“ und bezeichnet die Burg „an der Halde“. Anlässlich seines Regierungsantrittes 1361 in Salzderhelden verwendete Herzog Albrecht I. von Braunschweig-Grubenhagen ein nach (heraldisch) rechts schreitendes Pferd im Siegel, welches später zum Landeswappen Niedersachsens wurde (das Sachsenross).

## Baubeschreibung
Erhalten von der Höhenburg am Hang des Kleinen Heldenbergs sind noch Mauerreste der Gebäude einer geschlossenen Vierflügelanlage um einen quadratischen Burghof. Dazu zählen Baureste des Palas, der Burgkapelle im ersten Stock, eines Wendeltreppenturmes mit 49 Stufen, eines Burgturmes und von zwei ehemaligen Bierkellern. Der Burgbrunnen liegt nahezu mittig im Burghof und ist heute durch einen Steinkreis oberflächlich markiert. Beeindruckend sind die Wallanlagen und die große Wand des Palas mit Abort und Kamin. Sehenswerte moderne Fresken zur Geschichte der Burg befinden sich in der Gaststätte Burgschänke am Burgzugang.

## Geschichte
Für lange Zeit galt ein Schriftstück aus dem Jahr 1320 als die erste urkundliche Nennung der Heldenburg. Das Urkundenbuch des Klosters Fredelsloh enthält jedoch eine noch frühere Beurkundung der Burg. Am 22. Juli des Jahres 1306 bezeugte Graf Simon von Dassel den Nonnen des Klosters Fredelsloh das Recht, 20 Mark Silber an zwei Salzpfannen in Sale iuxta castrum Helden, also in Salzderhelden bei der Burg Helden, bis zu deren Einlösung zu behalten. Erbaut wurde die Burg spätestens im 13. Jahrhundert von den Grafen von Dassel oder von den Welfenherzögen. 1291 gelangte die Burg durch ihre Lage im neu gegründeten Fürstentum Grubenhagen in den Besitz des Herzogs Heinrich Mirabilis, der die Heldenburg zu seiner Hauptresidenz bestimmte und 1322 auf der Burg starb. Ein rauschendes Turnier fand im Jahre 1305 statt. Durch die strategisch günstige Lage in der Nähe der Salzquelle, der Burg Grubenhagen und der Bierstadt Einbeck wurde sie bald zur Residenz der Herzöge von Grubenhagen. Viele Herzogsgräber befinden sich in der Münsterkirche in Einbeck. Die Herzöge wurden bald mit dem Beinamen „von Salzderhelden“ bezeichnet. Im 15. und 16. Jahrhundert war die Burg Salzderhelden neben den Städten Einbeck, Osterode und St. Andreasberg die einzige außerstädtische Münzstätte des Fürstentums Grubenhagen. Die drei Söhne von Heinrich Mirabilis verwalteten das Land zuerst zusammen, doch verprasste Heinrich der Grieche auf seinen Reisen in den Orient den südlichen Landesteil im Eichsfeld um die Stadt Duderstadt, der dann an den Bischof von Mainz verpfändet wurde und letztlich in dessen Besitz verblieb. Heinrich begann nach 1331 Teile seiner Herrschaft zu verpfänden. Wahrscheinlich hatte er Geldsorgen und musste sich deswegen gegen Zahlung einer Leibrente 1342 von der Herrschaft zurückziehen, als er dem Mainzer Erzbischof sein Drittel an Hameln, Einbeck, Osterode und anderer Grubenhagener Rechte übertrug.
1365 wurde die Burg vom Landgrafen Friedrich von Thüringen mit etwa 18.000 Mann belagert. Die Burg wurde mit einer Kanone verteidigt und die Belagerer erlitten so schwere Verluste, dass sie bald wieder abzogen. Das soll in deutschen Landen der erste Fall der Verteidigung einer Burg mit einem Geschütz gewesen sein. 1448 kam es zu einer weiteren Belagerung durch den Landgrafen Ludwig den Friedsamen von Hessen. Einer Überlieferung zufolge habe sich die Schwester des Burgherrn (Herzog Heinrich III. von Grubenhagen), Elisabeth (Äbtissin von Gandersheim), auf der Burg aufgehalten. Sie habe die Belagerer überlistet, in dem sie Frauenkleider aus den Burgfenstern hängen ließ. Die Belagerer wollten nicht gegen "Weiber" kämpfen und rückten ab.

### Nach der Residenzzeit

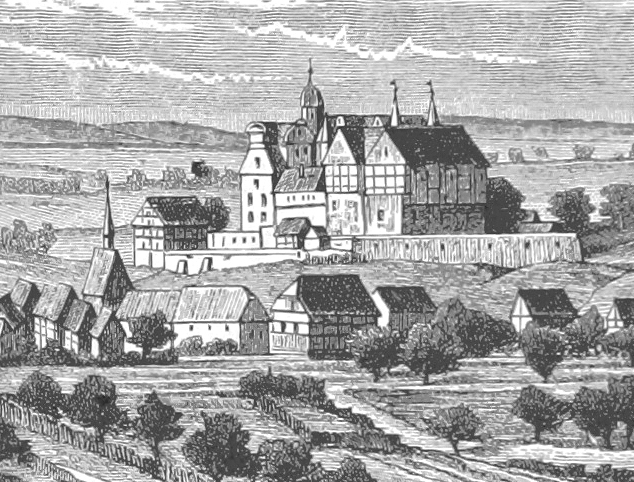
Merian-Stich der Heldenburg um 1654

Ende des 15. Jahrhunderts erfolgten repräsentative Umbauten in Fachwerk. Zu der Zeit war das Schloss Witwensitz. Einer Bede für den Umbau widersetzten sich die Städte Einbeck und Osterode lange, da der Herzog verarmt war.
Mit dem welfischen Erbteilungsvertrag von 1481 ergab sich eine Verlagerung des Herrschaftsgebietes nach Osten in die Hauptresidenz Schloss Herzberg. 1596 gehörten zum Personal der Burg 11 Amtsbedienstete, wie der Hofmarschall, und 14 weitere Bedienstete, wie Pförtner, Knechte und Viehhirten. Nach dem Erlöschen der Grubenhagener Linie mit dem Tod von Herzog Philipp II. von Braunschweig-Grubenhagen am 4. April 1596 beanspruchte zunächst Herzog Heinrich Julius von Braunschweig-Wolfenbüttel das Grubenhagener Territorium für sich. Nach langen Erbstreitigkeiten und einem Gerichtsurteil des Reichskammergerichts im Jahr 1617 ging die Burg rechtmäßig in den Besitz der Lüneburger Linie der Welfenherzöge über. Dabei musste der Sohn von Heinrich Julius, Herzog Friedrich Ulrich, das Grubenhagener Erbe an Christian den Älteren, Fürst von Lüneburg, übertragen.
Ein Merian-Stich aus dem Jahr 1654 zeigt die damals noch sehr repräsentativen Burggebäude – Herzog Philipp II. hatte noch im Jahr 1590 größere Modernisierungsmaßnahmen vornehmen lassen –, die allerdings verfielen, weil sie im 17. Jahrhundert nur noch sporadisch genutzt wurde. Aus dem Jahr 1675 ist mit Johann Friedrich von Braunschweig-Calenberg die letzte temporäre Anwesenheit eines welfischen Herzogs auf der Heldenburg belegt. Der letzte bekannte Bewohner der Burg war von 1680 bis 1686 der Drost, Oberforst- und Jägermeister Otto Friedrich von Moltke. Er war einer der Verschwörer gegen ein Thron- und Erbfolgegesetz von 1683 und wurde 1692 in Hannover wegen Hochverrates enthauptet.

### 18. bis 21. Jahrhundert

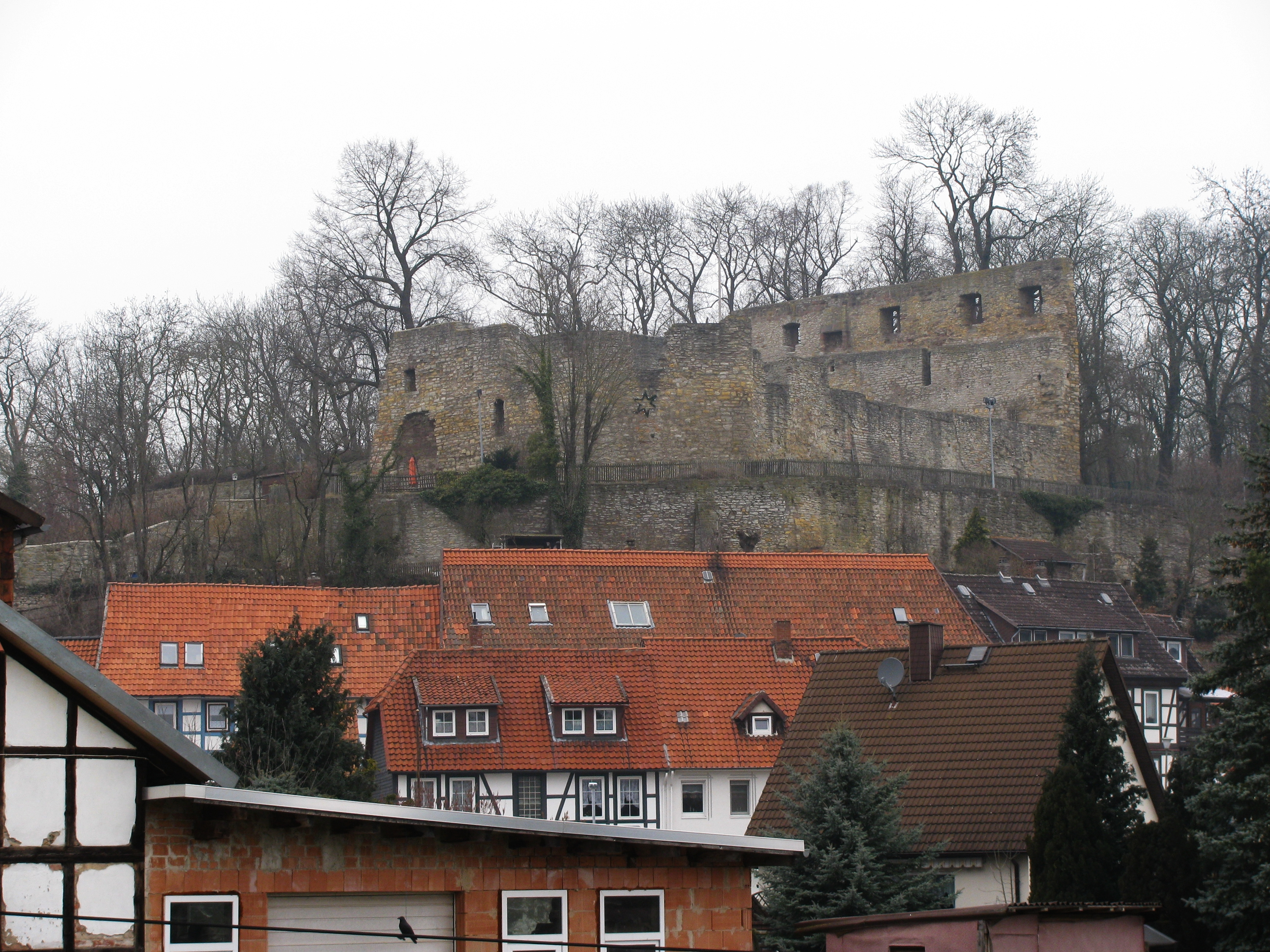
Salzderhelden unterhalb der Burgruine

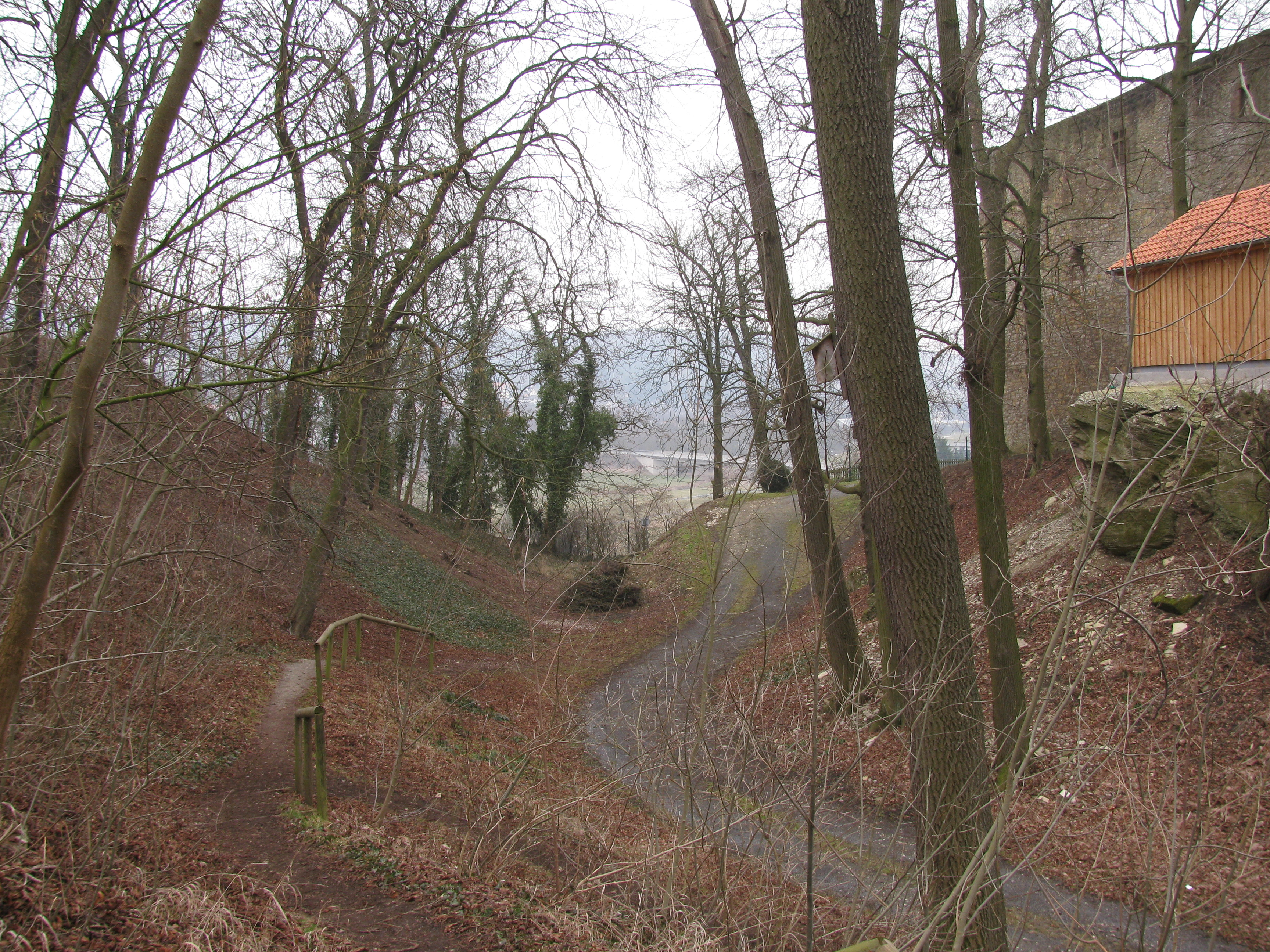
Burggraben

Seit dem 18. Jahrhundert war die Burg unbewohnt. Bereits 1767 wurde ihr Zustand von den zuständigen Baubehörden als zu schlecht für eine Wohnnutzung beschrieben. 1799 notierte ein Mitarbeiter der Bauaufsicht, dass die Burg „eingefallen, weggeräumet und jetzt kein Gebäude noch Kornboden daselbst vorhanden“ sei.
In den 1950er Jahren fanden gut besuchte Burgfestspiele statt, daneben gab es ein Museum mit Ritterrüstungen in der Burgschänke. Der Teil der Burg mit dem Restaurant wurde dann vom Land Niedersachsen verkauft.
Die Burgruine wurde von 1983 bis 1988 grundlegend saniert. Der Burgförderverein Heldenburg betreut die Burg und organisiert seit 1984 Ausgrabungen, Burggottesdienste und Veranstaltungen wie Burgfestspiele. Besichtigungen der Burganlage ermöglichen die Touristeninformation in Einbeck und der Burgverein Heldenburg.
Seit 2014 unterstützt das Niedersächsische Landesamt für Denkmalpflege eine erneute Sanierung der Burg, die das Land Niedersachsen mit 175.000 Euro förderte. Weitere 175.000 Euro stellte der Bund im Rahmen des Denkmalschutz-Sonderprogramms National wertvolle Kulturdenkmäler zur Verfügung. Bisher wurden ein Treppenaufgang für Besucher instand gesetzt und eine Stützmauer saniert. Des Weiteren werden die Burgmauern und die östliche Ringmauer gesichert. Die Burganlage erhielt bereits einen Rundgang mit Informationstafeln zur Geschichte der Anlage und des Ortes.

### Forschungsgeschichte
In den 1950er Jahren kam es zu Raubgrabungen auf dem Burgareal. Sie betrafen den ehemaligen Küchenbereich und die Kapelle. Davon sind einige Fundstücke in Form mittelalterlicher Scherben vorhanden, die dem städtischen Museum Einbeck 1954 übergeben wurden. 
Seit Ende der 1990er Jahre führte die archäologische Denkmalpflege der Stadt Einbeck mehrfach Ausgrabungen durch, die meist im Zusammenhang mit Sanierungen standen. Diese erfolgten 1998 und jeweils in den Jahren 2006 bis 2008.
Im Jahre 2006 wurden im Inneren der Burg durch die Stadtarchäologie Einbeck zwei archäologische Grabungskampagnen durchgeführt. Dabei wurden ehemalige Laufhorizonte im Bereich des Burgtores und eines Gebäudeinneren freigelegt sowie eine Unterkellerung der ehemaligen Burgkapelle durch einen Vorgängerbau entdeckt, bei der es sich offenbar um eine Wachstube gehandelt hat. Bei einer umfangreichen Grabung wurde der südliche Bereich des Fürstenhauses freigelegt, dessen ehemaliger Fußboden von einer 2,2 Meter mächtigen Schuttschicht überdeckt war. Im April und Mai 2007 fanden weitere Grabungen statt, bei denen das Untergeschoss der Burgkapelle freigelegt wurde. Der Burgbrunnen wurde aus Sicherheitsgründen nur wenige Dezimeter tief ausgegraben. Der gemauerte Brunnenschacht mit einem Durchmesser von 3,5 Meter fand sich in 2,2 Meter Tiefe. Bei den Ausgrabungen wurden für Burgen typische Gegenstände aufgefunden, wie Steigbügel, Äxte, Grapengefäße, Kämme, Ofenkacheln, Butzenscheiben, Fensterreste und farbige Putzreste.